# Lola Cedès
Lola Volgerink (Zeist, 2002), beter bekend onder haar artiestennaam Lola Cedès, is een Nederlandse singer-songwriter.

## Biografie
Cedès ging naar de Popacademie Utrecht alvorens ze songwriting studeerde aan het Codarts Conservatorium in Rotterdam. In 2022 tekende ze een platencontract bij Dream Team Music. In april van 2022 bracht ze onder dit label de single Satelliet uit. Deze single maakte onderdeel uit van haar debuut-ep getiteld Stella Nova. Cedès werd in 2023 geselecteerd voor de Popronde van dat jaar. Daarnaast bracht ze in november 2023 haar tweede ep getiteld Weg van de Wereld uit, dat een verzameling vormt van vijf liedjes. Cedès haalde hierbij inspiratie uit artiesten zoals Froukje en Eefje de Visser.
In de laatste helft van 2023 deed Cedès samen met Jet van der Steen een tour langs drie verschillende Nederlandse clubs; TivoliVredenburg, Luxor Live en de Melkweg. Deze clubtour werd in 2024 herhaald, nu spelend in onder andere Hedon, Simplon,  Mezz, Rotown en TivoliVredenburg . Cedès bracht tevens meerdere singles uit, waaronder Stiekem Hoop Ik, THT en Lichtje. Hiervoor haalde ze onder andere inspiratie uit nieuwjaarsnacht 2023 toen ze de relatie met haar vriend verbrak. In 2024 gaf Cedès een optreden op Appelpop.

## Discografie

### Ep's
- "Stella Nova" (2022)
- "Weg van de wereld" (2023)

### Singles
- "Screw You" (2020)
- "Idontreallyknow" (2020)
- "Laten Gaan" (2020)
- "Satelliet" (2022)
- "Vliegen" (2022)
- "We dansen" (2023)
- "Ben jij het" (2023)
- "Stiekem hoop ik" (2024)
- "THT" (2024)
- "Lichtje" (2024)
- "Zonder alle woorden" (2024)
- "Iedereen verandert" (2025)